# Парламентские выборы в Тринидаде и Тобаго (2020)
Парламентские выборы 2020 года в Тринидаде и Тобаго прошли 10 августа. На них избирался 41 депутат Палаты представителей 12-го парламента Тринидада и Тобаго.
Президент страны Пола-Мэй Уикс по совету премьер-министра Кита Роули распустила парламент и издала распоряжение о выборах 3 июля 2020 года..
В результате правящее Народное национальное движение (ННД) во главе с премьер-министром Китом Роули получило парламентское большинство в 22 из 41 места и получило возможность сформировать правительство на следующий пятилетний срок. Таким образом ННД вновь одержало победу над оппозиционным Объединённый национальным конгрессом (ОНК), возглавляемым лидером оппозиции Камлой Персад-Биссессар. Это стало её последнее поражение на избирательных участках, начавшихся с региональных выборов в Палату собрания Тобаго в январе 2013 года, когда её администрация, возглавляемая коалицией Ассоциация народа, была вытеснена из Палаты собрания Тобаго в результате убедительной победы Совета Тобаго ННД, а также потери ОНК на местных выборах в Тринидаде в 2013 году, дополнительных выборах в Сент-Джозеф и Чагуанас-Уэст, поражение на всеобщих выборах в 2015 году и последующие потери на дополнительных выборах в местные органы власти. Всё это подтолкнуло её к отставке перед выборами руководства ОНК в 2021 году. ОНК получил 19 мест Палаты представителей. Результаты в шести округах подлежали пересчёту, в результате чего окончательные результаты выборов были отложены на неделю. Впервые на парламентских выборах в Тринидаде и Тобаго результаты не были окончательно определены на следующий же день после выборов.

## Предвыборная обстановка
После предыдущих выборов 2015 года Народное национальное движение во главе Китом Роули сформировало правительство большинства. Основным оппозиционной парламентской партией является Объединённый национальный конгресс, возглавляемый Камлой Персад-Биссессар. Народный конгресс является единственной другой партией в парламенте, представленной одним депутатом.

## Избирательная система
Палата представителей Тринидада и Тобаго включает 41 депутата, которые избираются в одномандатных округах по системе относительного большинства. Правом голоса обладают граждане старше 18 лет, проживавшие в своём избирательном округе не менее двух месяцев до установленной даты. Избиратель должен быть гражданином Тринидада и Тобаго или гражданином Содружества, проживающим на законных основаниях в Тринидаде и Тобаго в течение минимум одного года.
Если одна партия получает большинство мест, то она имеет право сформировать правительство со своим лидером в качестве премьер-министра. Если в результате выборов не будет ни одной партии, имеющей большинство, то возникает ситуация подвешенного парламента. В последнем случае варианты формирования правительства — это либо правительство меньшинства, либо коалиционное правительство.

## Результаты
| Партия                              | Партия                                              | Голосов   | %     | +/-   | Мест | +/-   |  |
| ----------------------------------- | --------------------------------------------------- | --------- | ----- | ----- | ---- | ----- |  |
|                                     | Народное национальное движение (ННД)                | 322 250   | 49,08 | ▼2,60 | 22   | ▼1    |  |
|                                     | Объединённый национальный конгресс (ОНК)            | 309 188   | 47,09 | ▲7,48 | 19   | ▲2    |  |
|                                     | Прогрессивные демократические патриоты              | 10 367    | 1,58  | новая | 0    | новая |  |
|                                     | Прогрессивная партия расширения прав и возможностей | 5933      | 0,90  | новая | 0    | новая |  |
|                                     | Независимая либеральная партия                      | 3817      | 0.58  | ▼0.12 | 0    | ▬     |  |
|                                     | Движение социальной справедливости                  | 1223      | 0,19  | N/a   | 0    | ▬     |  |
|                                     | Движение национального развития                     | 1039      | 0,16  | новая | 0    | новая |  |
|                                     | КН-ДПТТ-ДФТТ                                        | 524       | 0,08  | ▼5,93 | 0    | ▼1    |  |
|                                     | Новое национальное видение                          | 493       | 0,08  | ▼0,04 | 0    | ▬     |  |
|                                     | Кампания Тринидад за человечность                   | 366       | 0,06  | ▲0,04 | 0    | ▬     |  |
|                                     | Национальная организация Мы — народ                 | 310       | 0,05  | новая | 0    | новая |  |
|                                     | Национальная коалиция за трансформацию              | 234       | 0,04  | н.д.  | 0    | ▬     |  |
|                                     | Прогрессивная партия                                | 211       | 0,03  | новая | 0    | новая |  |
|                                     | Голос единого Тобаго                                | 80        | 0,01  | новая | 0    | новая |  |
|                                     | Партия непредставленных народов                     | 73        | 0,01  | новая | 0    | новая |  |
|                                     | Единство народа                                     | 40        | 0.01  | новая | 0    | новая |  |
|                                     | Национальная партия                                 | 23        | 0,00  | новая | 0    | новая |  |
|                                     | Независимые                                         | 351       | 0,05  | ▼0,27 | 0    | ▬     |  |
|                                     |                                                     |           |       |       |      |       |  |
| Действительных бюллетеней           | Действительных бюллетеней                           | 656 522   | 99.73 |       |      |       |  |
| Недействительных/пустых бюллетеней  | Недействительных/пустых бюллетеней                  | 1775      | 0.27  |       |      |       |  |
| Всего                               | Всего                                               | 658 297   | 100   | -     | 41   | =     |  |
| Не голосовало                       | Не голосовало                                       | 475 838   | 41.96 |       |      |       |  |
| Зарегистрированных избирателей/Явка | Зарегистрированных избирателей/Явка                 | 1 134 135 | 58,04 |       |      |       |  |